# Laureus World Sports Awards

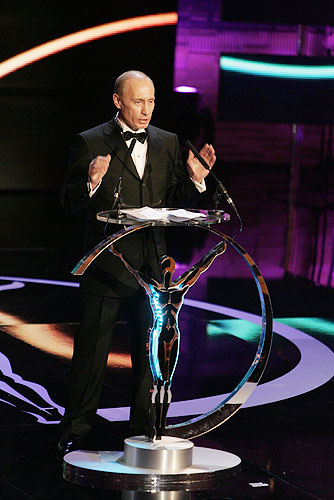
Премьер-министр России Владимир Путин на церемонии Laureus World Sports Awards проходившей в Мариинском театре в Санкт-Петербурге 18 февраля 2008 года

Laureus World Sports Awards ежегодно награждают спортсменов за достижения в предыдущем году. Laureus World Sports Awards были учреждены в 1999 году при участии: Founding Patrons Daimler и Richemont, а также её поддерживали генеральные партнёры Mercedes-Benz, IWC Schaffhausen и Vodafone.
Процесс выявления победителей двухэтапный: Сначала, группа по отбору кандидатов из лучших спортивных редакторов, писатели и комментаторы из около 80 стран голосуют чтобы составить короткий список из шести номинаций в каждой категории. Процесс голосования контролируется независимыми аудиторами из PricewaterhouseCoopers LLP. Затем члены Академии Laureus World Sports при помощи секретного голосования выбирают победителей
Пять номинаций которые распределяет группа по отбору кандидатов Laureus Media:
- Laureus World Спортсмен года
- Laureus World Спортсменка года
- Laureus World Команда года
- Laureus World Прорыв года
- Laureus World Возвращение года

Две номинации которые распределяются специальными группами:
- Laureus World Action Спортсмен года, выбирается группой лучших журналистов по альтернативным видам спортам, и
- Laureus World Спортсмен с ограниченными возможностями года, которой руководит Исполком Международного паралимпийского комитета.

Три других номинации выбирают Founding Patrons и Академия. Это:
- Laureus Достижение за карьеру
- Laureus Спорт для добра
- Laureus Дух спорта (начиная с 2005 года), представленных Академии Laureus по усмотрению людей, которые внесли выдающийся вклад в общество через спорт. Академия может, если пожелает, также вручать дополнительные награды.

Каждый победитель получает статуэтку Laureus эксклюзивно предоставленную Cartier. Универсальный характер спорта выражен в представлении пяти континентов, которые выгравированы на ней. Размер статуэтки 30 см, вес 2,5 кг. Каждая фигура содержит 670 г твердого серебра вместе с 650 г золота.
В 2007 году церемония проходила 2 апреля в Барселоне (Испания). Король Хуан Карлос I был почётным гостем. В 2008 церемония проходила 18 февраля в Санкт-Петербурге (Россия), присутствовали: президент Владимир Путин, Кьюба Гудинг мл. и Деннис Хоппер.
Роджер Федерер был лауреатом номинации Laureus World Спортсмен года четыре года подряд. Федерер и Новак Джокович единственные спортсмены, кто побеждал в номинациях пять раз в истории Laureus World Sports Awards.

## Победители по номинациям
Список номинантов составляется лучшими журналистами со всего света. Они приглашаются фондом Laureus и назначают финалистов в феврале каждого года.

### Номинации: Спортсмен и Спортсменка года
Указаны годы проведения церемоний, ссылки по годам ведут на сезоны, за которые вручались награды
| Год  | Спортсмен           | Спортсмен       | Спортсменка             | Спортсменка       |
| Год  | Имя                 | Вид спорта      | Имя                     | Вид спорта        |
| ---- | ------------------- | --------------- | ----------------------- | ----------------- |
| 2000 | Тайгер Вудс         | Гольф           | Марион Джонс            | Лёгкая атлетика   |
| 2001 | Тайгер Вудс (2)     | Гольф           | Кэти Фримен             | Лёгкая атлетика   |
| 2002 | Михаэль Шумахер     | Формула-1       | Дженнифер Каприати      | Теннис            |
| 2003 | Лэнс Армстронг      | Велоспорт       | Серена Уильямс          | Теннис            |
| 2004 | Михаэль Шумахер (2) | Формула-1       | Анника Сёренстам        | Гольф             |
| 2005 | Роджер Федерер      | Теннис          | Келли Холмс             | Лёгкая атлетика   |
| 2006 | Роджер Федерер (2)  | Теннис          | Яница Костелич          | Горнолыжный спорт |
| 2007 | Роджер Федерер (3)  | Теннис          | Елена Исинбаева         | Легкая атлетика   |
| 2008 | Роджер Федерер (4)  | Теннис          | Жюстин Энен             | Теннис            |
| 2009 | Усэйн Болт          | Лёгкая атлетика | Елена Исинбаева (2)     | Лёгкая атлетика   |
| 2010 | Усэйн Болт (2)      | Лёгкая атлетика | Серена Уильямс (2)      | теннис            |
| 2011 | Рафаэль Надаль      | теннис          | Линдси Вонн             | горнолыжный спорт |
| 2012 | Новак Джокович      | теннис          | Вивиан Черуйот          | лёгкая атлетика   |
| 2013 | Усэйн Болт (3)      | лёгкая атлетика | Джессика Эннис          | лёгкая атлетика   |
| 2014 | Себастьян Феттель   | Формула-1       | Мисси Франклин          | Плавание          |
| 2015 | Новак Джокович (2)  | теннис          | Гензебе Дибаба          | Лёгкая атлетика   |
| 2016 | Новак Джокович (3)  | теннис          | Серена Уильямс (3)      | теннис            |
| 2017 | Усэйн Болт (4)      | лёгкая атлетика | Симона Байлз            | гимнастика        |
| 2018 | Роджер Федерер (5)  | теннис          | Серена Уильямс (4)      | теннис            |
| 2019 | Новак Джокович (4)  | теннис          | Симона Байлз (2)        | гимнастика        |
| 2020 | Льюис Хэмилтон      | Формула-1       | Симона Байлз (3)        | гимнастика        |
| 2020 | Лионель Месси       | футбол          | Симона Байлз (3)        | гимнастика        |
| 2021 | Рафаэль Надаль (2)  | теннис          | Наоми Осака             | теннис            |
| 2022 | Макс Ферстаппен     | Формула-1       | Элейн Томпсон-Хера      | лёгкая атлетика   |
| 2023 | Лионель Месси (2)   | футбол          | Шелли-Энн Фрейзер-Прайс | лёгкая атлетика   |
| 2024 | Новак Джокович (5)  | теннис          | Айтана Бонмати          | футбол            |

1. ↑  После того, как выяснилось, что Джонс принимала допинг, она была лишена награды, новое вручение не проводилось
2. ↑  После того, как выяснилось, что Армстронг принимал допинг, он был лишён награды, новое вручение не проводилось

### Номинация: команда года
- 2019:  Сборная Франции по футболу
- 2018:  Мерседес (команда «Формулы-1», 2010)
- 2017:  Чикаго Кабс (бейсбол)
- 2016:  Сборная Новой Зеландии по регби
- 2015:  Сборная Германии по футболу
- 2014:  Бавария (футбольный клуб)
- 2013:  Сборная Европы в Кубке Райдера (гольф)
- 2012:  Барселона (футбольный клуб)
- 2011:  Сборная Испании по футболу
- 2010:  Brawn в «Формуле-1»
- 2009:  Китай на летних Олимпийских играх 2008
- 2008:  Сборная ЮАР по регби
- 2007:  Сборная Италии по футболу
- 2006:  Renault в «Формуле-1»
- 2005:  Сборная Греции по футболу
- 2004:  Сборная Англии по регби
- 2003:  Сборная Бразилии по футболу
- 2002:  Сборная Австралии по крикету
- 2001:  Сборная Франции по футболу
- 2000:  Манчестер Юнайтед

### Номинация: прорыв года
До 2007 года эта номинация называлась Новичок года
- 2019:  Наоми Осака — теннис
- 2018:  Серхио Гарсия — гольф
- 2017:  Нико Росберг — Формула-1
- 2016:  Джордан Спит — гольф
- 2015:  Даниэль Риккардо — Формула-1
- 2014:  Марк Маркес — мотогонки
- 2013:  Энди Маррей — теннис
- 2012:  Рори Макилрой — гольф
- 2011:  Мартин Каймер — гольф
- 2010:  Дженсон Баттон — Формула-1
- 2009:  Ребекка Эдлингтон — плавание
- 2008:  Льюис Хэмилтон — Формула-1
- 2007:  Амели Моресмо — теннис
- 2006:  Рафаэль Надаль — теннис
- 2005:  Лю Сян — лёгкая атлетика
- 2004:  Мишель Ви — гольф
- 2003:  Яо Мин — баскетбол
- 2002:  Хуан Пабло Монтойя — Формула-1
- 2001:  Марат Сафин — теннис
- 2000:  Серхио Гарсия — гольф

### Номинация: возвращение года
- 2019:  Тайгер Вудс — гольф
- 2018:  Роджер Федерер — теннис
- 2017:  Майкл Фелпс — плавание
- 2016:  Дэн Картер — регби
- 2015:  Схалк Бургер — регби
- 2014:  Рафаэль Надаль — теннис
- 2013:  Феликс Санчес — лёгкая атлетика
- 2012:  Даррен Кларк — гольф
- 2011:  Валентино Росси — мотогонки
- 2010:  Ким Клейстерс — теннис
- 2009:  Виталий Кличко — бокс
- 2008:  Пола Рэдклифф — лёгкая атлетика
- 2007:  Серена Уильямс — теннис
- 2006:  Мартина Хингис — теннис
- 2005:  Алессандро Дзанарди — автогонки
- 2004:  Херман Майер — горнолыжный спорт
- 2003:  Роналдо — футбол
- 2002:  Горан Иванишевич — теннис
- 2001:  Дженнифер Каприати — теннис
- 2000:  Лэнс Армстронг — велоспорт

### Номинация: Спортсмен с ограниченными возможностями года
- 2018:  Генриета Фаркашова — горнолыжный спорт
- 2018:  Марсель Хуг — лёгкая атлетика
- 2017:  Беатриче Вио — фехтование
- 2016:  Даниэл Диас — плавание
- 2015:  Татьяна Макфадден — лёгкая атлетика
- 2014:  Мари Боше — лыжные гонки
- 2013:  Даниэл Диас — плавание
- 2012:  Оскар Писториус — лёгкая атлетика
- 2011:  Верена Бентеле — биатлон, лыжные гонки
- 2010:  Натали дю Туа — плавание
- 2009:  Даниэл Диас — плавание
- 2008:  Эстер Вергер — теннис на инвалидной коляске
- 2007:  Мартин Браксенталер — горнолыжный спорт
- 2006:  Эрнст ван Дик — гонки инвалидных колясок
- 2005:  Шанталь Петитклерк — легкая атлетика
- 2004:  Эрл Конор — легкая атлетика
- 2003:  Майкл Милтон — горнолыжный спорт
- 2002:  Эстер Вергер — теннис на инвалидной коляске
- 2001:  Винни Лауверс — регата
- 2000:  Луис Сауваж — легкая атлетика

### Номинация: Action Спортсмен года
До 2007 года, эта номинация называлась Альтернативный спортсмен года
- 2019:  Хлоя Ким — сноуборд
- 2018:  Армель Ле Клеак — парусный спорт
- 2017:  Рэйчел Атертон — маунтинбайк
- 2016:  Ян Фродено — триатлон
- 2015:  Алан Юстас — скайдайвинг
- 2014:  Джейми Бествик — BMX
- 2013:  Феликс Баумгартнер — парашютный спорт
- 2012:  Келли Слейтер — Серфинг
- 2011:  Келли Слейтер — Серфинг
- 2010:  Стефани Гилмор — Серфинг
- 2009:  Келли Слейтер — Серфинг
- 2008:  Шон Уайт — Сноубординг/Скейтбординг
- 2007:  Келли Слейтер — Серфинг
- 2006:  Анджело д’Арриго — Авиация
- 2005:  Эллен Макартур — парусный спорт
- 2004:  Лейн Бичли — серфинг
- 2003:  Дин Поттер — скалолазание
- 2002:  Боб Барнквист — скейтбординг
- 2001:  Майк Хорн — парусный спорт
- 2000:  Шон Палмер — мульти-спорт

### Премия: Достижение за карьеру
- 2019:  Арсен Венгер — футбол
- 2018:  Эдвин Мозес — лёгкая атлетика
- 2017: награда не вручалась
- 2016:  Ники Лауда — автогонки
- 2015: награда не вручалась
- 2014: награда не вручалась
- 2013:  Себастьян Коу — лёгкая атлетика
- 2012:  Бобби Чарльтон — футбол
- 2011:  Зинедин Зидан — Футбол
- 2010:  Наваль эль-Мутавакель — Лёгкая атлетика
- 2009: награда не вручалась
- 2008:  Сергей Бубка — Лёгкая атлетика
- 2007:  Франц Беккенбауэр — Футбол
- 2006:  Йохан Кройф — Футбол
- 2005: награда не вручалась
- 2004:  Арне Несс — Альпинизм
- 2003:  Гэри Плэйер — Гольф
- 2002:  Питер Блэйк — парусный спорт
- 2001:  Стив Редгрейв — Гребля
- 2000:  Пеле — Футбол

### Премия: Дух спорта
- 2019:  Линдси Вонн — горнолыжный спорт
- 2018: награда не вручалась
- 2017:  Лестер Сити — Футбол
- 2016:  Йохан Кройф — Футбол
- 2015:  Яо Мин — Баскетбол
- 2014:  Сборная Афганистана по крикету — Крикет
- 2013: награда не вручалась
- 2012: награда не вручалась
- 2011:  Сборная Европы на Кубке Райдера — Гольф
- 2010: награда не вручалась
- 2009: награда не вручалась
- 2008:  Дик Паунд — Президент ВАДА (ушёл)
- 2007:  ФК Барселона — Футбол
- 2006:  Валентино Росси — Мотогонки
- 2005:  Бостон Ред Сокс — Бейсбол

### Премия: Спорт для добра
- 2013: награда не вручалась
- 2012:  Раи — футбол
- 2011:  Май Эль-Халиль — основатель Бейрутского марафона
- 2010: / Дикембе Мутомбо — баскетболист и благотворитель
- 2009: награда не вручалась
- 2008: Брендан Тухей и Шон Тухей — создатели проекта PeacePlayers International
- 2007: Люк Дудни — создатель проекта Fight for Peace в Рио-де-Жанейро
- 2006:  Юрген Грисбек — streetfootballworld
- 2005: Джерри Сторей — тренер по боксу
- 2004:  Сборная Индии по крикету, Сборная Пакистана по крикету / MYSA Mathare Youth Sport Association
- 2003:  Арнольд Шварценеггер — бодибилдинг
- 2002:  Питер Блэйк — регата
- 2001:  Кипчоге Кейно — легкая атлетика
- 2000:  Юнис Кеннеди Шрайвер

### Премия: Выдающееся достижение
Впервые вручена в 2013 году
- 2019:  Элиуд Кипчоге — лёгкая атлетика
- 2018:  Франческо Тотти — футбол
- 2017: награда не вручалась
- 2016: награда не вручалась
- 2015:  Ли На — теннис
- 2014: награда не вручалась
- 2013:  Майкл Фелпс — плавание

## Лауреаты по годам

### 2000-е
2000
| Номинация                      | Победитель           | Победитель | Дисциплина                           |
| Спортсмен года                 | Тайгер Вудс          | США        | Гольф                                |
| Спортсменка года               | Марион Джонс-Томпсон | США        | Легкая атлетика                      |
| Команда года                   | Манчестер-Юнайтед    | Англия     | Футбол                               |
| Новичок года                   | Серджио Гарсия       | Испания    | Гольф                                |
| Возвращение года               | Лэнс Армстронг       | США        | Велогонки                            |
| Спортсмен с инвалидностью года | Луис Саувадж         | Австралия  | Легкая атлетика на инвалидном кресле |
| Альтернативный Спортсмен года  | Шон Палмер           | США        | Всемирные экстремальные игры         |
| Спорт для добра                | Юнис Кеннеди Шрайвер | США        |                                      |
| Достижение века                | Пеле                 | Бразилия   | Футбол                               |

2001
| Номинация                      | Победитель                 | Победитель     | Дисциплина               |
| Спортсмен года                 | Тайгер Вудс                | США            | Гольф                    |
| Спортсменка года               | Кэтти Фриман               | Австралия      | Легкая атлетика          |
| Команда года                   | Сборная Франции по футболу | Франция        | Футбол                   |
| Новичок года                   | Марат Сафин                | Россия         | Теннис                   |
| Возвращение года               | Дженнифер Каприати         | США            | Теннис                   |
| Спортсмен с инвалидностью года | Винни Лауверс              | Австралия      | Парусный спорт           |
| Альтернативный Спортсмен года  | Майк Хорн                  | ЮАР            | equator circumnavigation |
| Спорт для добра                | Кип Кейно                  | Кения          | Легкая атлетика          |
| Достижение века                | Стив Редгрейв              | Великобритания | Гребля                   |

2002
| Номинация                      | Победитель                   | Победитель     | Дисциплина                  |
| Спортсмен года                 | Михаэль Шумахер              | Германия       | Автогонки                   |
| Спортсменка года               | Дженнифер Каприати           | США            | Теннис                      |
| Команда года                   | Сборная Австралии по крикету | Австралия      | Крикет                      |
| Новичок года                   | Хуан-Пабло Монтойя           | Колумбия       | Автогонки                   |
| Возвращение года               | Горан Иванишевич             | Хорватия       | Теннис                      |
| Спортсмен с инвалидностью года | Эстер Вергер                 | Нидерланды     | Теннис на инвалидном кресле |
| Альтернативный Спортсмен года  | Боб Барнквист                | Бразилия       | Скейтбординг                |
| Спорт для добра                | Питер Блэйк                  | Новая Зеландия | Регата                      |
| Достижение века                | Питер Блэйк                  | Новая Зеландия | Регата                      |

2003
| Номинация                      | Победитель                  | Победитель | Дисциплина             |
| Спортсмен года                 | Лэнс Армстронг              | США        | Велогонки              |
| Спортсменка года               | Серена Уильямс              | США        | Теннис                 |
| Команда года                   | Сборная Бразилии по футболу | Бразилия   | Футбол                 |
| Новичок года                   | Яо Мин                      | Китай      | Баскетбол              |
| Возвращение года               | Роналдо                     | Бразилия   | Футбол                 |
| Спортсмен с инвалидностью года | Майкл Милтон                | Австралия  | Горнолыжный спорт      |
| Альтернативный Спортсмен года  | Дин Поттер                  | США        | Скоростное восхождение |
| Достижение века                | Гари Плейер                 | ЮАР        | Гольф                  |

2004
| Номинация                      | Победитель                                                                                        | Победитель                                                                                        | Дисциплина        |
| Спортсмен года                 | Михаэль Шумахер                                                                                   | Германия                                                                                          | Автогонки         |
| Спортсменка года               | Анника Сёренстам                                                                                  | Швеция                                                                                            | Гольф             |
| Команда года                   | Сборная Англии по регби                                                                           | Англия                                                                                            | Регби             |
| Новичок года                   | Мишель Ви                                                                                         | США                                                                                               | Гольф             |
| Возвращение года               | Херманн Майер                                                                                     | Австрия                                                                                           | Горнолыжный спорт |
| Спортсмен с инвалидностью года | Эрл Коннор                                                                                        | Канада                                                                                            | Легкая атлетика   |
| Альтернативный Спортсмен года  | Лэйн Бичли                                                                                        | Австралия                                                                                         | Серфинг           |
| Достижение века                | Арне Насс                                                                                         | Норвегия                                                                                          | Альпинизм         |
| Спорт для добра                | - Сборная Индии по крикету - Сборная Пакистана по крикету - MYSA Mathare Youth Sports Association | - Сборная Индии по крикету - Сборная Пакистана по крикету - MYSA Mathare Youth Sports Association | Крикет            |

2005
| Номинация                      | Победитель                | Победитель     | Дисциплина      |
| Спортсмен года                 | Роджер Федерер            | Швейцария      | Теннис          |
| Спортсменка года               | Келли Холмс               | Великобритания | Легкая атлетика |
| Команда года                   | Сборная Греции по футболу | Греция         | Футбол          |
| Новичок года                   | Лю Сян                    | Китай          | Легкая атлетика |
| Возвращение года               | Алессандро Дзанарди       | Италия         | Автогонки       |
| Спортсмен с инвалидностью года | Чантал Петитклерк         | Канада         | Легкая атлетика |
| Альтернативный Спортсмен года  | Эллен МакАртур            | Великобритания | Регата          |
| Достижение века                | Без номинации             | Без номинации  | Без номинации   |
| Душа спорта                    | Бостон Ред Сокс           | США            | Бейсбол         |
| Спорт для добра                | Джерри Сторей             | Великобритания | Бокс (тренер)   |

2006
| Номинация                      | Победитель      | Победитель | Дисциплина                   |
| Спортсмен года                 | Роджер Федерер  | Швейцария  | Теннис                       |
| Спортсменка года               | Яница Костелич  | Хорватия   | Горнолыжный спорт            |
| Команда года                   | Renault         | Франция    | Формула-1                    |
| Новичок года                   | Рафаэль Надаль  | Испания    | Теннис                       |
| Возвращение года               | Мартина Хингис  | Швейцария  | Теннис                       |
| Спортсмен с инвалидностью года | Эрнст ван Дик   | ЮАР        | Гонки на инвалидных колясках |
| Альтернативный Спортсмен года  | Анжело Д’Арриго | Италия     | Авиация                      |
| Достижение века                | Йохан Кройф     | Нидерланды | Футбол                       |
| Душа спорта                    | Валентино Росси | Италия     | Мотогонки                    |
| Спорт для добра                | Юрген Грисбек   |            | streetworldfootball          |

2007
| Номинация                      | Победитель                | Победитель     | Дисциплина        |
| Спортсмен года                 | Роджер Федерер            | Швейцария      | Теннис            |
| Спортсменка года               | Елена Исинбаева           | Россия         | Легкая атлетика   |
| Команда года                   | Сборная Италии по футболу | Италия         | Футбол            |
| Возвращение года               | Серена Уильямс            | США            | Теннис            |
| Спортсмен с инвалидностью года | Мартин Браксенталер       | Германия       | Горнолыжный спорт |
| Прорыв года                    | Амели Моресмо             | Франция        | Теннис            |
| Action Спортсмен года          | Келли Слейтер             | США            | Серфинг           |
| Достижение века                | Франц Беккенбауэр         | Германия       | Футбол            |
| Душа спорта                    | ФК Барселона              | Испания        | Футбол            |
| Спорт для добра                | Люк Дудни                 | Великобритания | Бокс              |

2008
| Номинация                      | Победитель                    | Победитель     | Дисциплина               |
| Спортсмен года                 | Роджер Федерер                | Швейцария      | Теннис                   |
| Спортсменка года               | Жюстин Энен                   | Бельгия        | Теннис                   |
| Команда года                   | Сборная Южной Африки по регби | ЮАР            | Регби                    |
| Возвращение года               | Паула Радклиффе               | Великобритания | Легкая атлетика          |
| Спортсмен с инвалидностью года | Эстер Вергер                  | Нидерланды     | Теннис                   |
| Прорыв года                    | Льюис Хэмилтон                | Великобритания | Формула-1                |
| Action Спортсмен года          | Шон Уайт                      | США            | Сноубординг/Скейтбординг |
| Достижение века                | Сергей Бубка                  | Украина        | Прыжки с шестом          |
| Душа спорта                    | Дик Паунд                     | Канада         | ВАДА                     |
| Спорт для добра                | Брендан Тухей и Шон Тухей     | США            | Баскетбол                |

2009
| Номинация                      | Победитель                             | Победитель     | Дисциплина      |
| Спортсмен года                 | Усэйн Болт                             | Ямайка         | Лёгкая атлетика |
| Спортсменка года               | Елена Исинбаева                        | Россия         | Лёгкая атлетика |
| Команда года                   | Китай на летних Олимпийских играх 2008 | Китай          | Олимпиада       |
| Возвращение года               | Кличко, Виталий Владимирович           | Украина        | Бокс            |
| Спортсмен с инвалидностью года | Даниэль Диаш                           | Бразилия       | Плавание        |
| Прорыв года                    | Ребекка Эдлингтон                      | Великобритания | Плавание        |
| Action Спортсмен года          | Келли Слейтер                          | США            | Серфинг         |
| Достижение века                | Без номинации                          | Без номинации  | Без номинации   |
| Душа спорта                    | Без номинации                          | Без номинации  | Без номинации   |
| Спорт для добра                | Без номинации                          | Без номинации  | Без номинации   |

### 2010-е
2010
| Номинация                      | Победитель                  | Победитель     | Дисциплина                    |
| Спортсмен года                 | Усэйн Болт                  | Ямайка         | Лёгкая атлетика               |
| Спортсменка года               | Серена Уильямс              | США            | Теннис                        |
| Команда года                   | Браун (команда «Формулы-1») | Великобритания | Формула-1                     |
| Возвращение года               | Ким Клейстерс               | Бельгия        | Теннис                        |
| Спортсмен с инвалидностью года | Натали Дю Туа               | ЮАР            | Плавание                      |
| Прорыв года                    | Дженсон Баттон              | Великобритания | Формула-1                     |
| Action Спортсмен года          | Стефани Гилмор              | Австралия      | Серфинг                       |
| Достижение века                | Наваль эль-Мутавакель       | Марокко        | Лёгкая атлетика               |
| Душа спорта                    | Без номинации               | Без номинации  | Без номинации                 |
| Спорт для добра                | Дикембе Мутомбо             | /США/ДР Конго  | Баскетболист и благотворитель |

2011
| Номинация                      | Победитель                      | Победитель       | Дисциплина                      |
| Спортсмен года                 | Рафаэль Надаль                  | Испания          | Теннис                          |
| Спортсменка года               | Линдси Вонн                     | США              | Горнолыжный спорт               |
| Команда года                   | Сборная Испании по футболу      | Испания          | Футбол                          |
| Возвращение года               | Валентино Росси                 | Италия           | Мотогонки                       |
| Спортсмен с инвалидностью года | Верена Бентеле                  | Германия         | Биатлон, лыжные гонки           |
| Прорыв года                    | Мартин Каймер                   | Германия         | Гольф                           |
| Action Спортсмен года          | Келли Слейтер                   | США              | Серфинг                         |
| Достижение века                | Зинедин Зидан                   | Франция          | Футбол                          |
| Душа спорта                    | Сборная Европы на Кубке Райдера | Европейский союз | Гольф                           |
| Спорт для добра                | Май Эль-Халиль                  | Ливан            | Основатель Бейрутского марафона |

2012
| Номинация                      | Победитель                  | Победитель        | Дисциплина      |
| Спортсмен года                 | Новак Джокович              | Сербия            | Теннис          |
| Спортсменка года               | Вивиан Черуйот              | Кения             | Лёгкая атлетика |
| Команда года                   | Барселона (футбольный клуб) | Испания           | Футбол          |
| Возвращение года               | Даррен Кларк                | Северная Ирландия | Гольф           |
| Спортсмен с инвалидностью года | Оскар Писториус             | ЮАР               | Лёгкая атлетика |
| Прорыв года                    | Рори Макилрой               | Северная Ирландия | Гольф           |
| Action Спортсмен года          | Келли Слейтер               | США               | Серфинг         |
| Достижение века                | Бобби Чарльтон              | Англия            | Футбол          |
| Душа спорта                    | Без номинации               | Без номинации     | Без номинации   |
| Спорт для добра                | Раи                         | Бразилия          | Футбол          |

## Члены Академии Laureus World Sports

### Действующие
Первоначально в Академии было 40 человек, а начиная с середины 2008 года насчитывалось 46 человек. По состоянию на 2019 год в Академии 66 членов. Кто отмечен звездочкой (*), тот присоединился после создания Академии. В число членов могут войти только спортсмены, завершившие карьеру. Больше всего среди членов Академии представителей США — 12 человек.
- Джакомо Агостини — мотогонки
- Маркус Аллен — американский футбол
- Франц Беккенбауэр — футбол
- Борис Беккер — теннис
- Иен Ботам[англ.] — крикет
- Сергей Бубка — лёгкая атлетика
- Катарина Витт — фигурное катание
- Райан Гиггз — футбол
- Рауль Гонсалес — футбол
- Танни Грей-Томпсон — паралимпийская атлетика
- Рууд Гуллит * — футбол
- Капил Дев * — крикет
- Алессандро Дель Пьеро * — футбол
- Марсель Десайи * — футбол
- Майкл Джонсон — лёгкая атлетика
- Рахул Дравид * — крикет
- Давид Дуйе — дзюдо
- Мик Дуэн * — мотогонки
- Дэн Япин — настольный теннис
- Мигель Индурайн — велогонки
- Канчеллара, Фабиан * — велогонки
- Кафу * — футбол
- Кипчоге Кейно — лёгкая атлетика
- Франц Кламмер — горнолыжный спорт
- Надя Команечи — гимнастика
- Себастьян Коу — лёгкая атлетика
- Ли На * — теннис
- Ли Сяопэн * — гимнастика
- Тегла Лорупе * — лёгкая атлетика
- Леннокс Льюис * — бокс
- Дэн Марино — американский футбол
- Эдвин Мозес (бывший президент) — лёгкая атлетика
- Мартина Навратилова — теннис
- Алексей Немов * — гимнастика
- Джек Никлаус — гольф
- Робби Нэйш — виндсерфинг и кайтбординг
- Брайан О’Дрисколл * — регби
- Лорена Очоа * — гольф
- Гари Плейер — гольф
- Морне дю Плесси — регби
- Уго Порта — регби
- Карлес Пуйоль * — футбол
- Стив Редгрейв * — академическая гребля
- Вив Ричардс — крикет
- Моника Селеш * — теннис
- Марк Спитц — плавание
- Сачин Тендулкар * — крикет
- Альберто Томба — горнолыжный спорт
- Дейли Томпсон — лёгкая атлетика
- Франческо Тотти * — футбол
- Стив Уо * — крикет
- Бобби Чарльтон — футбол
- Луиш Фигу * — футбол
- Эмерсон Фиттипальди — автогонки
- Шон Фицпатрик (президент) — регби
- Дон Фрейзер — плавание
- Кэти Фримен * — лёгкая атлетика
- Марвин Хаглер — бокс
- Мика Хаккинен * — автогонки
- Мария Хёфль-Риш * — горнолыжный спорт
- Крис Хой * — велогонки
- Майк Хорн * — путешественник
- Тони Хоук — скейтбординг
- Наваль Эль-Мутавакель — лёгкая атлетика
- Ян Ян (А) * — шорт-трек
- Яо Мин * — баскетбол

### Умершие
- Северьяно Бальестерос (Испания) — гольф
- Питер Блэйк (Новая Зеландия) — парусный спорт
- Билл Шумейкер (США) — скачки

### Предыдущие
- Джон Макинрой (США) — теннис
- Илие Настасе (Румыния) — теннис
- Пеле (Бразилия) — Футбол. Ушёл из академии в 2007 году.
- Ясухиро Ямасита (Япония) — Дзюдо. Ушёл из академии в 2008 году.

## Послы Laureus World Sports
Кроме членов Академии у награды есть послы (англ. Ambassadors), в число которых могут входить как действующие, так и бывшие спортсмены. Послы помогают продвигать ценности и популяризировать награду в мире, в частности в рамка программы «Спорт для добра». По состоянию на 2019 год насчитывается более 170 послов награды.